# Montalvo (Ekwador)
Montalvo – miasto w zachodnim Ekwadorze, w prowincji Los Ríos. Stolica kantonu Montalvo.
Przez miejscowość przebiega droga krajowa E491.